# 西波涅 (歌曲)
西波涅（西班牙語：Siboney），亦名《西波涅之歌》（西班牙語：Canto Siboney）是1927年的一首由古巴作曲家埃内斯托·莱库奥纳创作的歌曲。出自当年由丽塔·蒙塔纳主演的轻松演剧《维纳斯之地》（La tierra de Venus）。该曲目以二二拍为拍号，原曲以C大调为调号。歌词据称是莱库奥纳在他乡时表达了他对家乡古巴的思念。
曲名所用的“西波涅”一词既是古巴的一个原住民部族的名字，他们在西班牙殖民者到来前就已在此居住。“西波涅”也是古巴东部的一个沿海村庄和普拉亚的一个居民区的名称。在这首曲目中，“西波涅”本身是古巴岛的一个象征，代表了作曲家思乡情感的寄托。
1931年阿尔弗雷多·布列托和他的西波涅乐团（Alfredo Brito Y Su Orquesta）和之后诸多的再演绎证明了曲目的流行。西奥多拉·莫尔斯创作了英语版本的歌词。有1945年演唱并由哈维尔·库加特指挥的华尔道夫-阿斯托里亚酒店乐团伴奏的录制版本等。